# Torre di Porto Palo
La torre di Porto Palo è una torre costiera, realizzata nel 1583, nel borgo marinaro di Porto Palo, nel territorio di Menfi, comune italiano della provincia di Agrigento in Sicilia.